# Hrvatski povijesni prostor u prapovijesti
Područje današnje Hrvatske bilo je oduvijek vrlo bogato životinjskim i biljnim svijetom, pa slijedom toga pogodno za život ljudi. Na sjeveru su plodne riječne doline, koje čine rijeke Drava, Sava, Dunav, Kupa, Una, a na jugu brojna krška polja i razvedena morska obala puna otoka i zaljeva povoljnih za prirodne luke i plovidbu. Područje koje je danas poznato kao Hrvatska naseljeno je sredinom paleolitika, a poslije i u neolitiku. Povijest bilježi i kolonizaciju Ilira, Kelta te Grka u prvom tisućljeću prije Krista. Ilirska su plemena utemeljila nekoliko država koje su jednu za drugom osvojili Rimljani u drugom i prvom stoljeću prije Krista. Zbog toga tragovi ljudske prisutnosti sežu u najstarija razdoblja, u paleolitik ili starije kameno doba. U europskim razmjerima poznato je nalazište neandertalskog čovjeka (paleantropa) u špilji Hušnjakova brijega kraj Krapine (Homo krapiniensis). Brojni su ostatci i razdoblja neolitika u porječju Save, Drave i Dunava poznata pod imenima starčevačke, vinčanske i sopotske kulture, a uz more hvarske kulture. U razdoblju eneolitika poznata je vučedolska kultura uz Dunav s ostatcima lijepe keramike (Vučedolska golubica), najstariji nalaz te vrste u Europi, a u brončano doba najizrazitija je tzv. vinkovačka kultura. Željezno doba je iza sebe ostavilo brojne nalaze ilirskih plemena; Liburna, Japoda i Delmata od Istre do Dalmacije i Hercegovine. U 4. stoljeću prije Krista su svoje tragove ostavili Kelti, čiji nalazi pripadaju latenskoj kulturi (La Tène). Istodobno s Keltima, na jadranskim otocima i riječnim ušćima nalazi svjedoče o grčkim kolonijama na Visu (Issa), Hvaru (Pharos), u Trogiru (Tragurion) i drugdje.

## Kameno doba
Starije kameno doba (paleolitik, 2 500 000 – 10 000 pr. Kr.) razdoblje je u kojem su ljudske zajednice živjele u špiljama ili na otvorenim prostorima u šatorima od životinjskih koža. Osim sabiranja divljih plodova, izvor prehrane bio je lov i ribolov, pa se stoga već zarana pristupilo izradbi kamenih i koštanih pomagala kojima se uspješnije lovilo. Isprva su to bili kameni oblutci s jedva vidljivim zahvatima kresanja, kakvima se služio uspravni čovjek (Homo erectus), a znatno kvalitetnija i za lov primjerenija pomagala izrađivao je neandertalac (Homo sapiens neanderthalensis), dok je proizvodnju kamenih rukotvorina gotovo do savršenstva savladao prethodnik današnjeg čovjeka, nazvan vrlo razumnim čovjekom (Homo sapiens sapiens). U europskim razmjerima poznato je nalazište neandertalskog čovjeka (paleantropa) u spilji Hušnjakova brijega kraj Krapine (Homo krapiniensis). Oko 40 000. pr. Kr. na području današnje Hrvatske pojavljuju se prvi Homo sapiensi (suvremeni ljudi). Oni oko polovice petog tisućljeća pr. Kr. postepeno i na području Hrvatske prelaze na gospodarstvo utemeljeno na zemljoradnji. Od materijalnih proizvoda sačuvalo se litičko i koštano oruđe i oružje te ostaci kostiju divljih životinja. Na tlu Hrvatske su nađene karakteristične rukotvorine od sjekača iz Šandalje I kod Pule i šačnika iz Punikva kod Ivanca, koji potječu iz razdoblja donjega paleolitika (2 500 000 – 200 000 prije sadašnjosti), kao i različite jezgre, strugala i šiljci iz Krapine i Vindije srednjega paleolitika (prije 200 000 – 40 000 godina), pa sve do mnogobrojnih tipova kamenoga oruđa iz gornjopaleolitičkoga sloja Šandalje II (prije 40 000 – 10 000 godina).
Srednje kameno doba (mezolitik, 10. – 6. tisućljeće pr. Kr.) karakteriziraju različite »etničke« seobe koje su dovele do usitnjavanja kulturne slike Europe. Zbog promjene klimatskih prilika, tj. zatopljivanja i otapanja snijega, u mezolitiku je prevladavao lov na sitne životinje i ribolov. Osim karakterističnih mikrolita, počela se izrađivati nova vrsta oružja, harpun. Ljudi sa značajkama današnjega čovjeka, postupno su pripitomljivali životinje (goveda, ovce i koze), te s nomadskoga prelazili na život u stalnim naseljima. Prijelazno razdoblje, srednje kameno doba, tj. mezolitik, u Hrvatskoj je nedovoljno istraženo i o njemu se malo piše. Gravettienska je kultura postupno prelazila u različite faze epipaleolitika i mezolitika. To je očito u Šandalji II, a pojedinačni nalazi zabilježeni su u Oporovini na Učki, Vergottinovoj pećini na Poreštini, Klanjčevoj peć na Ćićariji, Podosojnoj peć u Mošćeničkoj Dragi i na otvorenome nalazištu u Savudriji. Istraživanjima u Pupićinoj peći u Veloj dragi otkriveni su važni nalazi datirani u gornji paleolitik i mezolitik. Uz malo oruđe i oruđe složenoga tipa, pronađeno je i nekoliko ljudskih kostiju. R. Battaglia pronašao je 1944. lubanje u špilji kraj Baderne (Dančeva špilja). Sondiranjima u kvartarnim naslagama špilje Oporovina, M. Malez je u sloju »e« pronašao ostatke pokopa u špiljskom prostoru, odnosno veći dio ljudskoga kostura s ukrasima od dijelova jelenjega roga. U Klanjčevoj špilji iznad Bresta pronađena su uz mezolitsko kameno i koštano oruđe i dva čovječja vratna kralješka.

Paleolitičko doba zastupljeno je svjetski važnim nalazima u Krapini, Vindiji, Velikoj pećini i Veternici u sjeverozapadnoj Hrvatskoj, Šandalji i Pupičinoj peći u Istri te Mujinoj pećini u srednjoj Dalmaciji. Prijelazno razdoblje u srednje kameno doba, tj. mezolitik, u Hrvatskoj je nedovoljno istraženo.
Neolitičko doba dobro je istraženo u kontinentalnoj Hrvatskoj (Vinkovci, Sarvaš, Vučedol, Zadubravlje i Igrač kraj Slavonskog Broda te Pepelane kraj Virovitice s naseljima starčevačke kulture; Malo Korenovo, Kaniška Iva, Tomašica i Drljanovac s naseljima linearnotrakaste kulture; Sopot, Bapska, Vinkovci–Ervenica, Osijek i Klokočevik kraj Slavonskog Broda s naseljima sopotske kulture; Ozalj s naseljem lengyelske kulture). Nalazišta impresso kulture na Jadranu predstavljaju Grapčeva i Markova špilja na Hvaru, Smilčić, Bribir, Vaganačka špilja na Velebitu, Jami na Sredi na Cresu te Vižula u Medulinu. Danilsku i hvarsku kulturu predstavljaju Danilo, Smilčić, Vela špilja na Korčuli, Markova i Grapčeva špilja te Gudnja na Pelješcu.

Mlađe kameno doba (neolitik, 6. – 4. tisućljeće pr. Kr.) karakteriziraju prva sjedilačka naselja poljodjelskih i stočarskih plemena, podižu se stalna naselja, prelazi na zemljoradničku privredu, pripitomljavaju životinje, proizvode predmete od keramike te izrađuju kameno glačano oruđe i oružje. Stanuje se u zemunicama i poluzemunicama, a pojavljuje se i nadzemna kuća. Brojni su ostaci i razdoblja neolita u poriječju Save, Drave i Dunava poznata pod imenima starčevačke (koja je najstarija i obilježila je veći dio neolitika), vinčanske i sopotske (koja nastaje na supstratu starčevačke i novopridošle vinčanske s eponimnim lokalitetom Sopot u blizini Vinkovaca) kulture, a uz more hvarske kulture. Pri svakodnevnoj uporabi koristili su se različiti predmeti, od keramičkog posuđa onodobnih kultura s lokaliteta Vučedol, Vukovar, Samatovci, Bogdanovci, Bapska. Postoji i rekonstrukcija dijela kuće sopotske kulture, s prostorom u kojem dominira tkalački stan. Koristili su se i različiti tipovi kamenog oruđa i oružja te keramičke ženske figure (idoli) vinčanske kulture iz Jakovo-Kormadina, Vinče ili Ledinaca, koje osim likovnih dosega, pružaju uvid i u duhovni život ljudi toga doba. Kod nas za sada postoje samo dva lokaliteta vinčanske kulture. Prvi je Berndijev vinograd u Vukovaru, od kojega najvjerojatnije nije ostalo ništa jer ga je erodirao Dunav, a drugi je Bapska.
Danilska kultura (4500. – 3900. pr. Kr.) javlja se u predjelima jadranske obale, a ime je dobila po lokalitetu Danilo kraj Šibenika. Ljudi su živjeli ili u ukopanim kružnim kolibama (Danilo), u nadzemnim kružnim nastambama (Smilčić) ili u nadzemnim četvrtastim kućama s podom od nabijene gline (Bribir). Kuće su od drvenih balvana, granja i pruća, s krovom od slame ili trstike. Dosta je nađeno koštanih predmeta, nakita te posuđa bolje kvalitete. To je posuđe upečatljivo zbog bogate ornamentike izveden udubljivanjem, urezivanjem, žigosanjem, reljefnim oblikovanjem kombinirano s crvenom i bijelom inkrustacijom. Danilski oblik posude karakteriziraju četiri zdepaste noge, s nakošenim recipijentom i visokom prstenastom ručkom. Postoje i kipovi u obliku žene, muškaraca i životinja.
Hvarska kultura (3900. – 3300. pr. Kr.) javlja se na istočnoj obali Jadrana i djelomično nasljeđuje danilsku. Prvobitno je otkrivena na Hvaru – Grapčeva špilja (prikaz lađe s jedrom), ali ima je i po cijeloj obali. Naselja su na otvorenom no proširena te ljudi intenzivno nastanjuju špilje. Pravi razvoj hvarske kulture (klasična) odvija se na srednjodalmatinskom području – Korčula, Hvar, Pelješac. Od oblika se ističu niske, široke zaobljene zdjele s prstenastim vratom te jajoliki lonac s koničnim vratom bez raskoši, ali djeluju dostojanstvenije od danilske.
- Paleolitičko nalazište na Hušnjakovu brijegu tijekom istraživanja.
- Kultna posuda (riton), danilska kultura, Arheološki muzej Zadar

## Bakreno doba
Eneolitičko doba zastupljeno je u kontinentalnoj Hrvatskoj nalazištima lasinjske kulture (Lasinja, Beketinec, Cerje Novo, špilja Vrlovka, Drljanovac i Ozalj), badenske kulture (Bapska, Vučedol, Sarvaš, Donji Saloš kraj Slavonskog Broda), kostolačke kulture (u Vučedolu, Ašikovcima, Ceriću kraj Vinkovaca, Grabrovcu kraj Đakova i Slavči kraj Nove Gradiške), vučedolske kulture (Vučedol, Vinkovci, Sarvaš, Opatovac, Staro Čiče).

Bakreno doba (eneolitik, 4. – 3. tisućljeće pr. Kr.) obilježeno je prvom metalurškom djelatnošću povezanom uz proizvodnju bakra. Migracije stočarskih plemena s istoka označavaju eneolitičko razdoblje. To je ujedno vrijeme velikih etničkih previranja u kojima stare kulture neolita nestaju ili se, poput lasinjske, postupno transformiranju, a uz novopridošlu badensku, nastaju nove, među kojima je kostolačka te najatraktivnija i najpoznatija među njima – vučedolska kultura. Uz stočarstvo i poljodjelstvo, metalurška djelatnost jedna je od temeljnih grana tog razdoblja. Posvjedočuju je glineni kalupi iz Sarvaša i Vučedola te gotovi predmeti, a vrhunac takve proizvodnje su sjekire serijski lijevane u dvodijelnim kalupima poput onih iz ostave nađene u Brekinjskoj.
, Arheološki muzej u Zagrebu.]]
Vučedolska se kultura nalazila uz Dunav, na području današnjeg Srijema i dijela Slavonije do planina Krndije i Dilja na zapadu. Postoji više teorija o podrijetlu nositelja vučedolske kulture – teorije o nordijskom, istočnoalpskom, autohtonom i stepskom podrijetlu, a dijelom svoje podrijetlo vuče iz naslijeđa stanovništva iz mlađeg kamenog doba. Vučedolci su imali čvrstu rodovsku organizaciju na čelu s rodovskim knezovima koja unutar sebe tijesno surađuje. Sloj vještih ratnika vjerojatno se razvio od brojnih lovaca jer je divljač imala vrlo važnu ulogu u prehrani. Lov je osiguravao Vučedolcima velike količine mesa koje ih je činilo jačima i otpornijima na bolesti od okolnih plemena što je mogao biti jedan od preduvjeta kasnijem širenju Vučedolaca. Poslije 1800. pr. Kr. oni se počinju naglo širiti (vjerojatno i vojnim pohodima) na sve strane ponekad prodirući čak 700 km daleko od svoje prapostojbine. Tu su nađeni ostaci lijepe keramike i to je najstariji nalaz takve vrste u Europi. Nalazimo ih kod vučedolskoga Gradca i Sarvaša. Ljepotom se osobito ističe keramika s inkrustiranom ornamentikom, među kojom pozornost plijeni posuda u obliku ptice, za koju je uvriježen naziv vučedolska golubica. U Vučedolu su otkrivene i bogato opremljene grobne komore, poznate pod nazivom – grob bračnoga para. Njome dominira kultna posuda – terina ukrašena inkrustiranim solarnim i astralnim motivima. Mnogobrojni nalazi idola omogućili su rekonstrukciju odjeće i obuće. Najvažnija gospodarska djelatnost Vučedolaca je bila obrada zemlje i uzgoj goveda. Prodaja goveda mogla je osigurati važan bakar koga na prvotnom njihovom području nije bilo. Obrada bakra imala je pak posebno važnu ulogu i nju je Vučedolci usavršavaju.

## Brončano doba
Rano brončano doba u sjevernoj Hrvatskoj predstavlja vinkovačka kultura, koja je utvrđena u Vinkovcima, Vučedolu, Oroliku i Privlaci, sve do Drljanovca u sjeverozapadnoj Hrvatskoj. Na Jadranu je ono zastupljeno nalazima u Markovoj i Grapčevoj špilji, te nalazištima cetinske kulture u Gudnji, Ravlića pećini, Škarinu samogradu, Tradnju. U Istri su iz tog razdoblja nalazišta Cingarela, Javorika na Velikom Brijunu, Trogrla pećina, Vrčin. Srednje brončano doba u sjevernoj Hrvatskoj obilježeno je vatinskom kulturom u Sotinu, Vukovaru, Vinkovcima (iskopine kod zgrada NaMe i banke), kao i širenjem skupina s inkrustiranom keramikom (transdanubijskom u Baranji – Kozarac, Darda i Lug te mjesnom varijantom iz Dalja i Bijelog Brda). Uz inkrustiranu keramiku javlja se u sjevernoj Hrvatskoj i licenska keramika (Litzen-keramik) u Podgoraču, Grabrovcu, nizu nalazišta oko Koprivnice. Metaluršku proizvodnju potvrđuju skupni nalazi brončanih predmeta u Lovasu i Vukovaru. Početak srednjega brončanog doba u Istri obilježen je izgradnjom utvrđenih gradina – kasteljera (Monkodonja kraj Rovinja, Mordele kraj Poreča i Vrčin). Kasno brončano doba u sjevernoj Hrvatskoj započinje virovitičkom kulturom, potvrđenom nalazištima u Virovitici, Sirovoj Kataleni, Moravču kraj Sesveta i Drljanovcu; slijedi zatim skupina Zagreb s nalazištima Vrapče, Horvati, Igrišće na Kalniku, Križevci u sjeverozapadnoj Hrvatskoj, a u Posavini Novigrad na Savi te groblje Gređani kraj Okučana. Na prijelazu u posljednje prapovijesno tisućljeće nastaje skupina Velika Gorica, a nešto poslije skupina Dalj u istočnoj Slavoniji (Dalj, Vukovar – Lijeva Bara).
Na prostoru kulture polja sa žarama sjeverne Hrvatske i sjeverne Bosne poznato je oko 70 brončanodobnih ostava (u Hrvatskoj Paklenica, Veliko Nabrđe, Kloštar Ivanić, Miljana, Matijevići, Brodski Varoš, Poljanci, Otok–Privlaka, Bizovac, Bošnjaci, Punitovci, Račinovci, Donja Bebrina, Slavonski Brod, Šarengrad, te niz ostava iz sjeverne Bosne kao Vidovice, Novi Grad, Monj, Boljanić).

Brončano doba (2. tisućljeće – 8. st. pr. Kr.) je razdoblje tehnološkoga napretka, ubrzanog otkrićem bronce (legura bakra i kositra), prve umjetne kovine. Taj znatno čvršći metal, pogodan za izradbu kvalitetnog oruđa i oružja, bio je poticajem razvoju različitih zanata i življoj trgovini te je sukladno tomu doveo do korjenitih gospodarskih i društvenih promjena. Kod nas brončano doba naročito karakteriziraju kulture: vinkovačka i daljska koja je ujedno i predstavnik kulture polja sa žarama kada dominira ukapanje incineracijom. U tom razmjerno mirnom razdoblju dolazi do formiranja cijeloga niza novih kulturnih skupina. U razdoblju ranoga (2300. – 1600 pr. Kr.) i srednjega (1600. – 1300 pr. Kr.) brončanog doba nađeni su predmeti svakodnevne uporabe vinkovačke kulture koji potječu iz eponimnih Vinkovaca, Starih Mikanovaca, Vučedola, Opatovca te brojnih drugih lokaliteta, zatim tzv. licenska keramika, nazvana po ornamentici utisnutoj usukanom vrpcom (njem. die Litze) na mekane dijelove još nepečenih posuda. Također je nađen nakit ili etežno profilirane žare bjelobrdsko-daljske inkrustirane keramike, kojoj pripada i izuzetna antropomorfna figura-idol iz Dalja. Kod vatinske kulture, odnosno njezine slavonsko-srijemske varijante, nalazimo predmete od njene rane do završne faze razvoja, a brojem i raznovrsnošću osobito se ističe nakit od bronce i zlata iz skupnoga nalaza (ostava) iz Lovasa. Najviše je predmeta nađeno iz kasnoga brončanog doba (1300. – 800. pr. Kr.) obilježenog kulturom polja sa žarama (kultura žarnih polja). Tako je nazvana zbog običaja pokapanja ostataka spaljenih pokojnika u keramičkim posudama – žarama (urnama). Javljaju se i brončani predmeti iz ostava zakopani u nemirnim vremenima ili kao dragocjenost darovana božanstvima. Neke se od njih ističu brojnošću predmeta, poput ostave iz Brodskoga Varoša, kojoj sadržaj upućuje na pripadnost ljevačkoj radionici, a neke pak ljepotom i kvalitetnom izradbom predmeta, kao što je primjerice ostava iz Peklenice, s nekoliko masivnih bogato ukrašenih igala, ili ostava iz Sviloša, s lijepo oblikovanom fibulom tzv. poza menterijskoga stila. U ostavi iz Kloštar Ivanića pronađen je a za sada jedini posve sačuvan par štitnika za noge (knemide), te za naše područje rijedak primjerak ingota tzv. Keftiu tipa, platežnoga sredstva koje se vezuje uz mikenski kulturni krug. Svi ti predmeti, zajedno s onima iz sustavno istraženih nekropola u Virovitici, Sirovoj Kataleni, Zagreb-Vrapču, Velikoj Gorici, Dalja i drugih lokaliteta, pružaju uvid u različite segmente života tog indoeuropskog naroda nepoznata imena vrsna u brojnim zanatskim, a sudeći prema množini oružja, i u ratničkim vještinama.
- Veliki Sveti Anđel
- Mordele
- Mordele

## Željezno doba
U željeznom dobu na prostoru istarske kulturne skupine ističu se nekropole u Bermu, Limskoj gradini, Vizačama (Nesactium), Picugima, Puli. Na prostoru liburnske skupine važna su liburnska središta u Ninu, Vrsima, Zadru te nalazišta u Bribiru, Jablancu, Kastvu, Lisičiću, Murteru, Nadinu, Novalji, Osoru, Radovinu; poznato je i 18 liburnskih ostava. Sjeverozapadna Hrvatska i srednja Slavonija pripadaju istočnomu halštatskom krugu (Martijanec, Jalžabet, Turčišće–Dvorišće u Međimurju te Kaptol u Slavoniji). Japodska su nalazišta u Lici Kompolje, Prozor, Smiljan, Široka Kula, Vrebac. Nalazi iz srednje Dalmacije, iz Korčule, Solina, Brača (Viča Luka), Zadra, potvrđuju trgovačke odnose s grčkim i italskim središtima. Nalazi helenističke kulture posebice su utvrđeni u grčkim kolonijama kao što su Issa (Vis), Pharos (Stari Grad na Hvaru), Tragurion (Trogir), Epetion (Stobreč), ali i drugdje na jadranskoj obali i priobalju, u mjestima kao što su Gradina u Dragišiću, Podgrađe (Asseria), Velika Mrdakovica. Mlađeželjeznodobnoj kulturi sjeverne Hrvatske daju obilježja keltska nalazišta Batina, Privlaka, Orolik, Osijek, Paljevine kraj Donje Bebrine na Savi, zatim Delovi kraj Koprivnice, Đurđevac, Križovljan kraj Varaždina i Zvonimirovo kraj Virovitice, odakle ide prema Savi (Paljevine) crta razgraničenja između Tauriska i Skordiska.

Željezno doba (800. pr. Kr. – poč. I. st.) je iza sebe ostavilo brojne nalaze ilirskih plemena: Liburna, Japoda i Delmata od Istre na sjeveru do Dalmacije na jugu. U 4. st. prije Krista su svoje tragove ostavili Kelti, čiji nalazi spadaju u latensku kulturu. Halštatsko razdoblje odnosno starije željezno doba (800. – 300. pr. Kr.) karakterizira uporaba željeza, metala vrlo zahtjevne proizvodne tehnologije. Mlađa je faza daljske kulture vezana za obradu i proizvodnju željeza. U to vrijeme nalazimo Breuke i Kornakate koji se često nazivaju i Panonima. Razvojem rudarstva i metalurgije dolazi do formiranja novih oblika materijalne i duhovne kulture, a sve je naglašenija i socijalna diferencijacija. Jedna od dominantnih kulturnih grupa tog razdoblja jest daljska, čiji dugi kontinuitet postojanja od kasnoga brončanog doba pa sve do dolaska Kelta, posvjedočuju mnoštvo keramičkih i metalnih nalaza iz Dalja, Sotina, Erduta te napose iz grobova vukovarske Lijeve bare. Oprema ratnika, metalni dijelovi nošnje i keramika visokoga dometa umjetničkog oblikovanja, posebice žare iz grobnih humaka u Martijancu, Goričanu ili  Kaptolu, ukrašene plastično izvedenim glavama bovida, ostavština su grupe Martijanec-Kaptol.  Nađen je i knez-ratnik s nalazima iz kaptolske nekropole. Mlađe željezno doba (300. pr. Kr. – 50. po Kr.) jest razdoblje od doseljenja Kelta na prostore kontinentalne Hrvatske pa sve do rimskih osvajanja i potpune romanizacije stanovništva. U ozračju je Kelta-Skordiska koji su donijeli lončarsko kolo, novac i željezni plug. Naselja su utvrđivali zemljanim bedemom na kojem je mogla biti drvena palisada oblijepljena blatom i opkopom ispunjenim vodom. Najveći naseobinski kompleks u istočnoj Hrvatskoj nalazio se na području Vinkovaca s upravnim i gospodarskim središtem na Dirovom brijegu.

## Unutarnje poveznice
- Prapovijest
- Evolucija čovjeka
- Prapovijesna tehnologija

## Vanjske poveznice
- Croatian history – Pretpovijest
- Hrvatska: zemlja i ljudi – Prapovijest  Arhivirana inačica izvorne stranice od 4. veljače 2015. (Wayback Machine)
- Hrvatski povijesni portal – Današnji hrvatski prostor u prapovijesno doba  Arhivirana inačica izvorne stranice od 25. lipnja 2014. (Wayback Machine)
- Ante Vranković: Vučedolski Orion i najstariji europski kalendar, Obavijesti Hrvatskog arheološkog društva, 3/2000., str. 155-159